# Riserva indiana (programma televisivo)
Riserva indiana è un programma televisivo italiano di genere musicale e varietà, in onda su Rai 3 dal 27 maggio 2024 in access prime time dal lunedì al venerdì, con la conduzione di Stefano Massini.

## Il programma
Il programma, condotto da Stefano Massini (che lo ha ideato con Massimo Martelli), è realizzato da Rai Cultura e Ruvido produzioni e vengono reinterpretate e riadattate le canzoni che hanno fatto la storia di intere e diverse generazioni.

## Edizioni
| Edizione | Anno | Conduzione      | Periodo           | Periodo         | Puntate | Regia            |
| Edizione | Anno | Conduzione      | Inizio            | Fine            | Puntate | Regia            |
| -------- | ---- | --------------- | ----------------- | --------------- | ------- | ---------------- |
| 1ª       | 2024 | Stefano Massini | 27 maggio 2024    | 7 giugno 2024   | 10      | Matteo Bergamini |
| 2ª       | 2024 | Stefano Massini | 16 settembre 2024 | 18 ottobre 2024 | 25      | Matteo Bergamini |
| 3ª       | 2025 | Stefano Massini | 14 aprile 2025    | 16 maggio 2025  | 20      | Matteo Bergamini |

## Programmazione
| Edizione | Rete televisiva | Anno | Stagione       | Orario      | Durata | Programmazione | Programmazione | Programmazione | Programmazione | Programmazione | Programmazione | Programmazione | Collocazione      |
| Edizione | Rete televisiva | Anno | Stagione       | Orario      | Durata | L              | M              | M              | G              | V              | S              | D              | Collocazione      |
| -------- | --------------- | ---- | -------------- | ----------- | ------ | -------------- | -------------- | -------------- | -------------- | -------------- | -------------- | -------------- | ----------------- |
| 1ª       | Rai 3           | 2024 | primavera      | 20:15-20:40 | 25 min |                |                |                |                |                |                |                | Access prime time |
| 2ª       | Rai 3           | 2024 | estate-autunno | 20:15-20:40 | 25 min |                |                |                |                |                |                |                | Access prime time |
| 3ª       | Rai 3           | 2025 | primavera      | 20:15-20:40 | 25 min |                |                |                |                |                |                |                | Access prime time |